# Missão de Observação das Nações Unidas na Geórgia

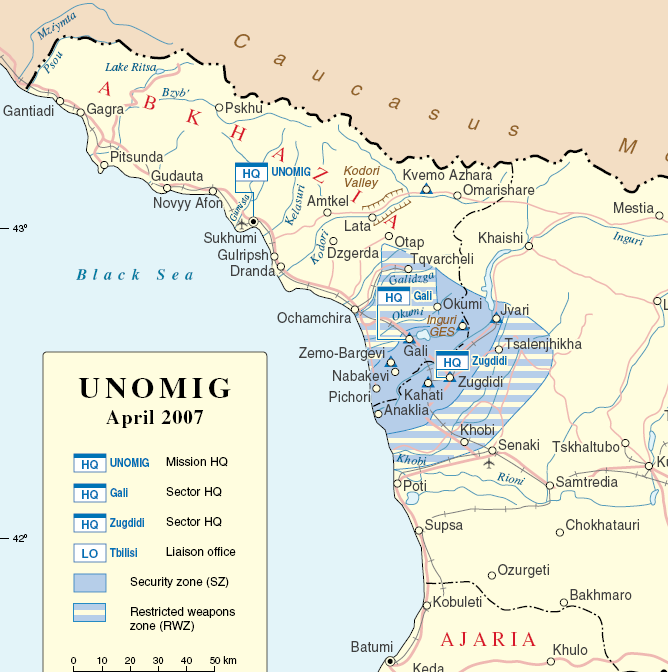
Mapa mostrando a zona de segurança.

A Missão de Observação das Nações Unidas na Geórgia (UNOMIG) foi criada pela Resolução 858 do Conselho de Segurança das Nações Unidas em agosto de 1993  para verificar o cumprimento do acordo de cessar-fogo de 27 de julho de 1993 entre a República da Geórgia e as forças da Abecásia, com especial atenção para o situação na cidade de Sucumi, Georgia.  Além disso, iria investigar denúncias de violações do cessar-fogo, na tentativa de resolver tais incidentes com as partes envolvidas, e apresentar um relatório ao Secretário-Geral das Nações Unidas sobre a implementação do seu mandato. 88 conselheiros militares foram autorizados a serem implantados na região. 
O mandato original da missão foi anulado após novos combates explodirem na área, em setembro de 1993. 
A UNOMIG, subsequentemente, receberia um mandato interino pelo Conselho de Segurança, em novembro de 1993, para manter contatos com as partes envolvidas e para monitorar e informar a situação.  Teve como objetivo trabalhar para alcançar um entendimento político.
Em maio de 1994, ambas as partes assinaram o acordo de cessar-fogo e separação de forças. Em julho de 1994, o Conselho de Segurança autorizou um aumento de observadores (para um total de 136) e uma missão expandida. 
Terminou em 15 de junho de 2009, quando a Rússia vetou uma extensão da missão.   Os últimos observadores deixaram a região em 15 de julho de 2009.